# 阿尔穆戴纳王宫

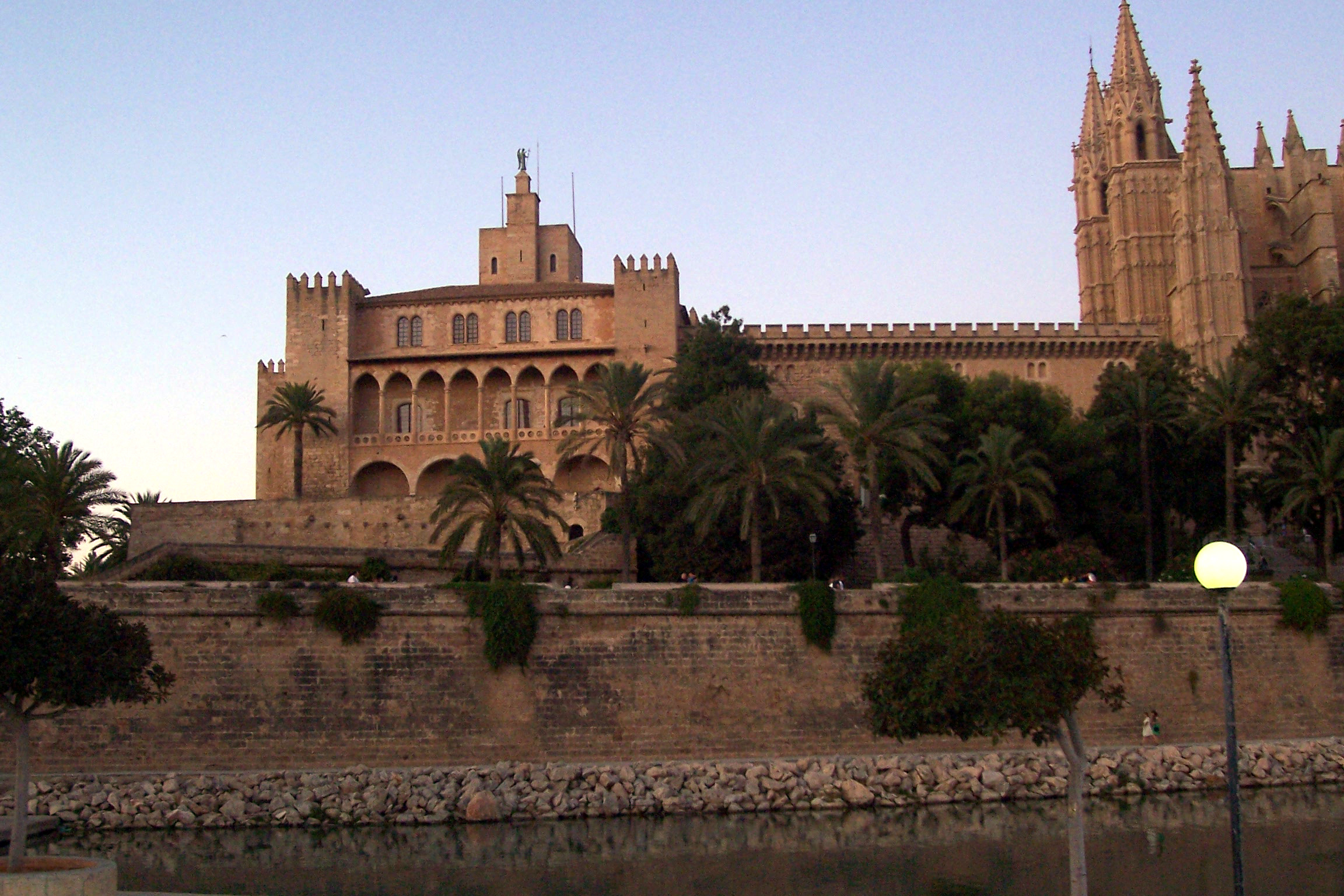
阿尔穆戴纳王宫

阿尔穆戴纳王宫（Palacio Real de La Almudaina） 位于西班牙马略卡岛首府帕尔马，是西班牙王室的夏季驻地，由国家遗产（Patrimonio Nacional）管理。